# La batuda (Goya)
La batuda és el nom d'un esbós per a un cartó per a tapís dissenyat per Francisco de Goya, durant la seva cinquena sèrie de cartons per a tapissos. Es va convertir en el tapís L'era, destinat a una de les peces dels Prínceps d'Astúries en el Palau Reial del Pardo.
Va ser presentada als Prínceps Carles de Borbó i Maria Lluïsa de Parma, així com al rei Carles III a la fi de 1786. Anys més tard Goya va posar a la venda aquest esbós junt amb una ingent quantitat de les seves obres als ducs d'Osuna, grans mecenes del seu treball. Van romandre en l'Alameda d'Osuna -palau personal dels ducs decorat per quadres del pintor de Fuendetodos- des de 1788 fins a 1896, quan va ser venut en subhasta a Richard Trauman.
El col·leccionista espanyol José Lázaro Galdiano ho va adquirir entre 1925 i 1927, estant aquesta última data quan apareix al catàleg de la seva institució artística, on roman fins avui.

## Anàlisi
Aquest esbós posseeix vista panoràmica sobre la base de tres grups, tres actituds diferents de pagesos descansant durant la batuda. A l'esquerra sobresurt un castell medieval, i quatre homes es burlen d'un pagès que beu, ressò de El bevedor. En ser el centre de tota la composició Goya li atorga una camisa blanca que irradia llum, el mateix que a El tres de maig, malgrat ser temes tots diferents.
Uns nens en segon pla juguen amb un carro d'espigues i un fort cavall menja tranquil·lament. Un corpulent camperol i una euga descansen mentre un altre reparteix el blat per a la pròxima batuda. Una de les dones, mentrestant, s'ha adonat del perill que corre un nen -probablement el seu fill- i el recull del carro d'espigues. Una altra dona alleta el seu xiquet.
La paleta del pintor de tons càlids i amables és notable herència del rococó, que Goya admirava profundament.